# Pat Glover
Ernest Matthew Glover, plus connu sous le nom de Pat Glover (né le 9 septembre 1910 à Swansea au Pays de Galles, et mort le 9 septembre 1971 à Tamerton Foliot (en), banlieue de Plymouth dans le comté de Devon) est un joueur de football international gallois qui évoluait au poste d'attaquant.

## Biographie

### Carrière en club
Pat Glover joue avec l'équipe de Grimsby Town pendant onze saisons, entre 1929 et 1939.

### Carrière en sélection
Pat Glover reçoit sept sélections en équipe du pays de Galles entre 1931 et 1939, inscrivant sept buts.
Il joue son premier match en équipe nationale le 31 octobre 1931, contre l'Écosse (défaite 2-3 à Wrexham). Il inscrit son premier but le 4 novembre 1933, contre l'Irlande du Nord (match nul 1-1 à Belfast). 
Il marque un but contre l'Angleterre en octobre 1936, pour une victoire 2-1 à Cardiff. Il inscrit par la suite deux doublés, contre l'Écosse en décembre 1936, puis contre l'Irlande du Nord en mars 1937. Il marque son dernier but le 15 mars 1939, à nouveau contre l'Irlande du Nord, pour ce qui constitue sa dernière sélection.

## Palmarès
Grimsby Town
- Championnat d'Angleterre D2 (1) :
  - Champion : 1933-34.
  - Meilleur buteur : 1933-34 (34 buts).